# Мої ночі прекрасніші за ваші дні
«Мої ночі прекрасніші за ваші дні» — французька кіномелодрама 1989 року, знята режисером Анджеєм Жулавським, з Софі Марсо і Жаком Дютроном у головних ролях.

## Зміст
Люка, геній-комп'ютерник, страждає на невідому смертельну хворобу, внаслідок якої він втрачає пам'ять. Він зустрічається з Бланш, молодою жінкою, яка не здатна порвати зі своїм порочним оточенням. У них обох починається короткий, але насичений період пристрасті, оскільки вони розуміють, що й дні разом пораховані.

## У ролях
- Софі Марсо: Бланш
- Жак Дютрон: Лукас
- Валері Лаґранж: мати Бланш
- Міріам Мезьєр: Едвіґе
- Лор Кіллінг: Інес
- Франсуа Шомет: консьєрж готелю
- Саді Ребо: Франсуа
- Салім Тальбі: епізод
- Жан-П'єр Ебрар: Мішель
- Леслі Рейн: епізод
- Марк Замміт: Гі
- Мішлін Бурде: епізод
- Жан Ду: епізод
- Гі Ді Ріго: епізод
- Александра Казан: епізод
- Сільві Ербер: епізод
- Рене Марьяк: епізод
- Жаклін Вікер: епізод
- Ізабель Ійє: епізод
- Ален Брошері: епізод
- Луї Івен: епізод
- Андре Абер: епізод
- Крістіан Люсто: епізод
- Дідьє Руссе: епізод
- Дімітрі Ружоль: епізод
- Леслі Рен: епізод

## Знімальна група
- Режисер: Анджей Жулавський
- Сценарист: Анджей Жулавський
- Продюсер: Ален Сард
- Оператор: Патрік Блосьє
- Композитор: Анджей Кожиньський